# Lammershagen
Lammershagen är en kommun i Kreis Plön i förbundslandet Schleswig-Holstein i Tyskland.
Kommunen ingår i kommunalförbundet Amt Selent/Schlesen tillsammans med ytterligare sex kommuner.